# 虹色の童話
『虹色の童話』（にじいろのどうわ）は、宇佐美まことによる日本のホラー小説、ミステリ小説。
2008年6月25日にMF文庫ダ・ヴィンチより書き下ろしで刊行された。2017年8月25日に角川文庫より刊行された。フリーライターの門賀美央子は、「出たばかりの時に読んで怖いなぁと思っていたが、それから10年ほど経った今のほうが余計に怖い。宇佐美怪談は読み手の人生経験が深まれば深まるほど怖くなる、真の意味での〈大人の怪談〉である」と評している。ミステリ評論家の千街晶之は、「人間の悪意や絶望がいくつも押し寄せてくる」「決してセンセーショナルさを強調した筆致ではないが、その分、時至って噴き出す狂気の描写は圧倒的に凄まじい」と評している。

## あらすじ
民生委員の高須賀千加子は、〈レインボーハイツ〉という名の3階建ての賃貸しマンションに足しげく通っている。〈レインボーハイツ〉は、かなり古びており、外壁は雨風にさらされて、ひびが縦横に走り、ベランダの手すりは、ペンキが見事に剥げ落ちてしまっていた。そこに住む人々は、様々な問題を抱えていた。102号室の悦二郎は、たいてい飲んだくれており、孫の瑠衣を保育園へ通わせようとしない。303号室の昌代は、自分の赤ん坊を外へ連れ出そうとしない。201号室の真弓は、夫の晋二からドメスティック・バイオレンスを受けていた。やがて、〈レインボーハイツ〉の一室で、猟奇的な殺人事件が発生する。さらに、同じマンションの住人が殺される事件が起きる。

## 登場人物
高須賀千加子
民生委員。54歳。〈レインボーハイツ〉の近くに住んでいる。
武則
千加子の一人息子。
太一郎
千加子の夫。
タマキ
千加子の姑。
好永悦二郎
〈レインボーハイツ〉102号室の住人。
好永瑠衣
悦二郎の孫。少年。5歳。
三原真弓
〈レインボーハイツ〉201号室の住人。
晋二
真弓の夫。29歳。
岡田豊
〈レインボーハイツ〉203号室の住人。55歳。無職。
苑子
豊の妻。52歳。パート従業員。
絹絵
苑子の親友。小料理屋〈ゆうがお〉を経営している。
河野昌代
〈レインボーハイツ〉303号室の住人。
明日香
昌代の娘。
楠田貴子
〈レインボーハイツ〉304号室の住人。44歳。
恵理
貴子の娘。高校2年。
徹
貴子の夫。楠田夫妻の長男。
楠田宗一
〈レインボーハイツ〉の大家。当マンションの近くに住む。
楠田鶴江
宗一の妻。恵理の祖母。
森実直美
ケースワーカー。40歳代。
森田
主婦。
池内
町内会長。
美和
池内の妻。
佐竹由紀
民生委員。
和田
なつめ保育園の園長。
渡部
保健師。
近藤裕也
ライター。
高橋由梨
ライター。
乗本
〈ゆうがお〉の常連客。